# Impoljski potok
Impoljski potok je potok, ki se v jugovzhodno od naselja Sevnica kot desni pritok izliva v reko Savo. Njegovi povirni kraki so Kosmatec, Hudournik in Javorje.